# Nedre Dammen, Gästrikland
Nedre Dammen är en sjö i Hofors kommun i Gästrikland och ingår i Gavleåns huvudavrinningsområde. Sjön har en area på 1,22 kvadratkilometer och ligger 74,1 meter över havet. Sjön avvattnas av vattendraget Gammelstillaån.

## Delavrinningsområde
Nedre Dammen ingår i det delavrinningsområde (670183-154639) som SMHI kallar för Utloppet av Nedre Dammen. Medelhöjden är 81 meter över havet och ytan är 7,85 kvadratkilometer. Räknas de 9 avrinningsområdena uppströms in blir den ackumulerade arean 49,53 kvadratkilometer. Gammelstillaån som avvattnar avrinningsområdet har biflödesordning 3, vilket innebär att vattnet flödar genom totalt 3 vattendrag innan det når havet efter 65 kilometer. Avrinningsområdet består mestadels av skog (65 procent) och jordbruk (15 procent). Avrinningsområdet har 1,22 kvadratkilometer vattenytor vilket ger det en sjöprocent på 15,5 procent.